# Departamento de Tundama
El departamento de Tundama es un extinto departamento de Colombia. Fue creado el 29 de abril de 1905 y perduró hasta el 5 de agosto de 1908, siendo parte de las reformas administrativas del gobierno de Rafael Reyes Prieto respecto a división territorial. Tundama duró apenas tres años, pues Reyes en una reforma aún más drástica eliminó los departamentos creados en 1905 y los reemplazó  por otros en 1908; el de Tundama quedó formando parte del nuevo departamento de Santa Rosa.

## División territorial
El departamento estaba conformado por las provincias boyacenses de Gutiérrez, Norte, Tundama y Sugamuxi, el actual departamento de Arauca y una porción del departamento del Casanare.
El departamento de Tundama estaba conformado por los siguientes municipios, de acuerdo al censo del año 1905:
- Provincia de Gutiérrez: El Cocuy (capital), La Capilla, Chiscas, Chita, El Espino, Guacamayas, Güicán, Panqueba y La Salina.

- Provincia del Norte: Soatá (capital), Boavita, Covarachía, Jericó, La Paz, Sativanorte, Sativasur, Socotá, Susacón, Tutasa y  La Uvita.

- Provincia de Tundama: Santa Rosa (capital), Belén, Betéitiva, Busbanzá, Cerinza, Corrales, Duitama, Floresta, Nobsa, Paipa, Socha, Tasco y  Tibasosa.

- Provincia de Sugamuxi: Sogamoso (capital), Cuítiva, Firavitoba, Gámeza, Iza, Labranzagrande, Mongua, Monguí, Pajarito, Paya, Pesca, Pisba, Puebloviejo, Recetor, Tópaga y Tota.

- Provincia de Arauca: Arauca (capital), Arauquita, Cravo Norte, Lope y Tame.

- Provincia de Nunchía: Nunchía (capital), Trinidad, Manare, Maní, Marroquín, Moreno, Orocué, Pore, Sácama, Támara y Teú.